# Aqualandia

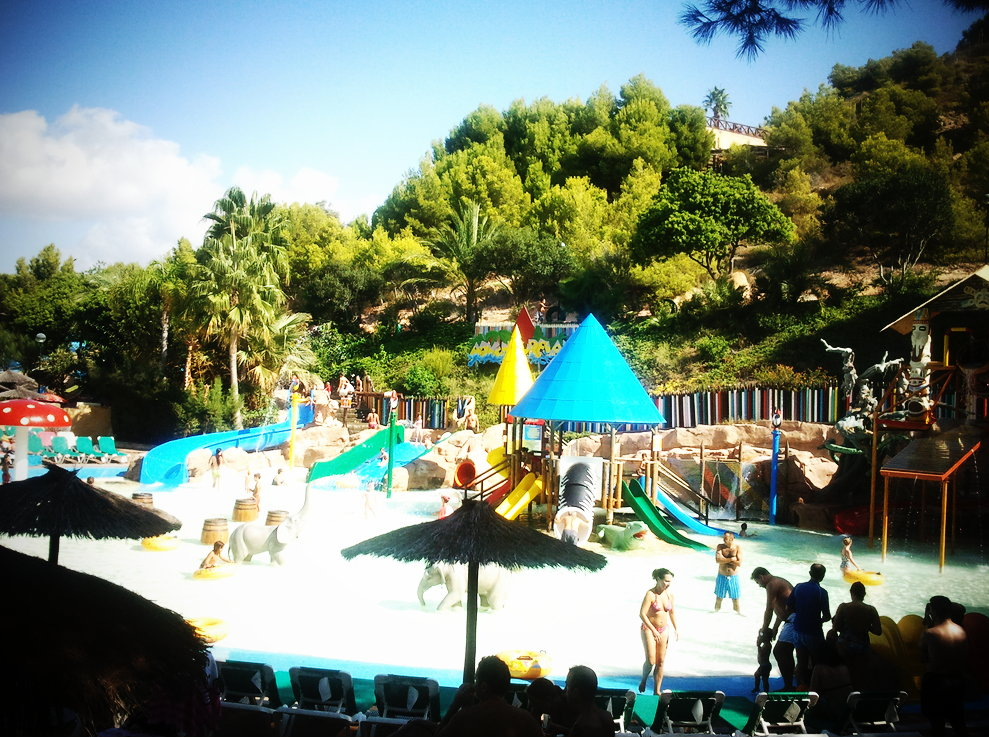
Aqualandia

Aqualandia es un parque acuático situado en Benidorm, Alicante. Abrió sus puertas en 1985, siendo el parque acuático más grande de Europa hasta la inauguración, el 15 de septiembre de 2008, de Siam Park en Costa Adeje, Tenerife. Está situado en las faldas de Sierra Helada junto con el parque de animales Mundomar, inaugurado en 1996 y que pertenece al mismo propietario. 

## Historia
Posee una superficie de 150 000 metros cuadrados, de los cuales 1 000 corresponden a plazas de aparcamiento, convirtiéndose así en uno de los parques acuáticos más grandes de Europa.
En el año 2010 se realizaron numerosos eventos debido al 25 aniversario del parque. El 4 de septiembre de 2010, Aqualandia batió un récord Guinnes de bañistas utilizando pistolas de agua de forma continuada durante cinco minutos en la piscina de olas artificiales con un total de 3110 participantes. El récord anterior era de 2600 personas.

## Instalaciones
Aqualandia cuenta con 15 atracciones dirigidas a todos los públicos, repartidas en una extensión de 150 000 metros cuadrados. Además, dispone de 50 000 metros cuadrados de aparcamiento gratuito que comparte con Mundomar y también  la cadena de los parques de atracciones de Benidorm como: Aqualandia, terra mítica y mundomar además cuenta con dos hoteles: el grand luxor Benidorm y también el grand luxor village 

Algunas de las atracciones más populares son Verti-Go (con 33 metros de altura, es el tobogán acuático más alto de Europa y el tobogán cápsula más alto del mundo), Big-Bang, Cyclón, Splash o Black Hole. También cuenta con una piscina de olas artificiales, un canal que rodea a la misma y dos jacuzzis para que el visitante se relaje. Aqualandia cuenta con diversas zonas de pícnic para comer, restaurantes de comida rápida y zonas verdes.
El agua de las atracciones se obtiene directamente del mar, y es posteriormente tratada para eliminar algo de sal y añadirle cloro.

## Atracciones
- Adventureland (infantil) Altura mínima: No
- Amazonas (familiar) Altura mínima: No
- Big-Bang (moderada/radical)   Altura mínima: 1,20/1,25m
- Black Hole (moderada) Altura mínima: No
- Géiser (familiar) Altura mínima: No
- Gran Jacuzzi Iguazú (familiar) Altura mínima: No
- Laguna (familiar) Altura mínima: No
- Mini Zig-Zag (infantil/moderada)  Altura mínima: No
- Niágara (familiar/moderada)  Altura mínima: No
- Piscina de Olas (familiar)  Altura mínima: No
- Pistas Blandas (moderada) Altura mínima: 1,20m
- Rápidos (moderada) Altura mínima: 1,25m
- Splash (moderada) Altura mínima: 1,25m
- Verti-Go (radical) Altura mínima: 1,25/1,40m
- Zig-Zag (moderada) Altura mínima: 1,25m, menos tobogán número 5.
- Cyclón (moderada) Altura mínima: 1,25m

## Galardones recibidos
Aqualandia ha recibido numerosos premios desde su apertura, como, por ejemplo:
- Premio Turístico Costa Blanca 1993
- Premio Cámara de Comercio 1994
- Premio al Mérito Turístico 1996
- Premio Thomson Gold Award for Excellence 1998
- Premio al Mérito Turístico 2001
- Premio Importante Información 2003
- Premio Importante Turismo Benidorm 2010